# Medard Boss
Medard Boss, né le 4 octobre 1903 à Saint-Gall et mort le 21 décembre 1990 à Zollikon en Suisse, est un psychiatre suisse.

## Biographie
Docteur en psychiatrie à Zurich, élève de d'Eugen Bleuler, de Freud et ami de Heidegger, il collabore également avec Carl Gustav Jung. Il est notamment connu pour une « interprétation - agie » assez hardie. [réf. souhaitée]
Medard Boss se différencie de Freud en fondant sa psychologie des profondeurs sur la Daseinsanalyse fondée par Ludwig Binswanger. L'analyse du rêve y occupe une place importante.
Dès 1948, il est responsable de la formation psychothérapeutique des médecins assistants de la clinique psychiatrique universitaire de Zürich. Il est par ailleurs président de la Société suisse de psychothérapie médicale de 1949 à 1955. Dans ses fonctions il défend à la fois la nécessité d'une formation en psychothérapie des psychiatres ainsi que le monopole médical quand à l'exercice de la psychothérapie.

## L'analyse des rêves selon Medard Boss
Pour le psychiatre Medard Boss, l'interprétation des rêves est arbitraire. Il s'oppose à Freud quant à la réalité d'un contenu latent onirique et ne croit pas que le contenu manifeste d'un rêve ne puisse pas signifier ce qu'il prétend être. Il oppose aux désirs inconscients de Freud l'intentionnalité du désir. En d'autres termes, le rêve se donne à voir pour ce qu'il est. L'idée générale de Medard Boss repose sur l'introduction du concept allemand du Dasein, l'« être-le-là », l'« être-au-monde ». Dans cette perspective, il existerait un être là dans le rêve qui est tout simplement un autre mode d'être au monde que la conscience ordinaire dans l'activité de veille. Medard Boss renonce par conséquent à l'interprétation pour elle-même. L'analyse s'entend ainsi dans sa définition philosophique, comme une « méthode qui vise à comprendre un objet en le décomposant en ses constituants ».

## Œuvres
Il publie plus de 120 articles et 12 livres, dont :
- Es träumte mir vergangene Nacht (1975, traduction française Il m'est venu en rêve...), essais théoriques et pratiques sur l'activité onirique.
- Introduction à la médecine psychosomatique, Traduit par Dr Walter Georgi, ASIN B0018HJ208
- Il m'est venu en rêve... Essais théoriques et pratiques sur l'activité onirique, Éd.: Presses Universitaires de France, 1989, Coll.: Psychiatrie ouverte,  (ISBN 2-13-042277-2)
- Psychanalyse et Analytique du Dasein, Éd.: Vrin, 2008, Coll.: Bibliothèque des Textes Philosophiques,  (ISBN 2-7116-1949-4)